# Suleiman Kerimov
Suleiman Kerimov é um bilionário russo que comprou o time de futebol russo FC Anzhi Makhachkala, e tem feitos altos investimentos na compra de craques conhecidos pelo futebol mundial.
Kerimov pertence à lista de bilionários da Forbes, ocupando o nº 118, com uma riqueza avaliada em 7,8 mil milhões de dólares.